# Arthur Johns
Arthur W. Johns (* 30. Oktober 1889 in Kansas; † 4. September 1947 in Los Angeles) war ein US-amerikanischer Tontechniker beim Film.

## Leben
Arthur Johns war Mitte der 1920er Jahre kurzzeitig als Filmeditor tätig. Ab 1939 arbeitete er als Tontechniker, als der er erstmals bei Victor Flemings Südstaatenepos Vom Winde verweht zum Einsatz kam und für das er prompt zusammen mit Jack Cosgrove und Fred Albin für den Oscar in der Kategorie Beste Spezialeffekte nominiert wurde. Um die Tontechnik kümmerte er sich fortan bei verschiedenen Filmstudios unter der Leitung namhafter Regisseure wie Ernst Lubitsch, Orson Welles und Robert Siodmak. Unter der Regie von Alfred Hitchcock war er bei Rebecca (1940) und Ich kämpfe um dich (1945) für die Tontechnik verantwortlich. Für Rebecca erhielt er 1941 eine weitere Oscar-Nominierung, auf die 1945 die dritte für John Cromwells Als du Abschied nahmst folgte. Für die Filmkomödie Der Wundermann mit Danny Kaye in der Hauptrolle konnte Johns den Oscar zusammen mit John P. Fulton schließlich gewinnen.
Johns starb 1947 im Alter von 57 Jahren in Los Angeles und wurde im Forest Lawn Memorial Park in Glendale beigesetzt.

## Filmografie (Auswahl)
- 1939: Vom Winde verweht (Gone with the Wind) – Regie: Victor Fleming
- 1940: Rebecca – Regie: Alfred Hitchcock
- 1941: Ehekomödie (That Uncertain Feeling) – Regie: Ernst Lubitsch
- 1944: Als du Abschied nahmst (Since You Went Away) – Regie: John Cromwell
- 1944: So ein Papa (Casanova Brown) – Regie: Sam Wood
- 1944: Belle of the Yukon – Regie: William A. Seiter
- 1945: Rausch der Farben (It’s a Pleasure) – Regie: William A. Seiter
- 1945: Der Wundermann (Wonder Man) – Regie: H. Bruce Humberstone
- 1945: Der Vagabund von Texas (Along Came Jones) – Regie: Stuart Heisler
- 1945: Ich kämpfe um dich (Spellbound) – Regie: Alfred Hitchcock
- 1945: Das letzte Wochenende (And Then There Were None) – Regie: René Clair
- 1946: Morgen ist die Ewigkeit (Tomorrow Is Forever) – Regie: Irving Pichel
- 1946: Die Spur des Fremden (The Stranger) – Regie: Orson Welles
- 1946: Der schwarze Spiegel (The Dark Mirror) – Regie: Robert Siodmak

## Auszeichnungen
- 1940: Oscar-Nominierung in der Kategorie Beste Spezialeffekte für Vom Winde verweht zusammen mit Jack Cosgrove und Fred Albin
- 1941: Oscar-Nominierung in der Kategorie Beste Spezialeffekte für Rebecca zusammen mit Jack Cosgrove
- 1945: Oscar-Nominierung in der Kategorie Beste Spezialeffekte für Als du Abschied nahmst zusammen mit Jack Cosgrove
- 1946: Oscar in der Kategorie Beste Spezialeffekte für Der Wundermann zusammen mit John P. Fulton